# 클라우디나과
클라우디나과는 아쿠티코클라우디나, 클라우디나, 그리고 코노투부스를 포함하는 초기 후생동물 과(Family)로 약 5억5천만 년 전 즉 후기 에디아카라기에 살았으며, 캄브리아기 초에 멸종했다. 클라우디나는 수 밀리미터 정도 크기의 원뿔모양 화석으로 석회암 성분의 원뿔이 겹쳐져 있는 형태이며 그 안에 살았던 동물의 형태는 알려져 있지 않다. 클라우디나라는 이름은 20세기의 지질학자이자 고생물학자인 프레스턴 클라우드를 기리기 위한 것이다.
클라우디나과는 두 속으로 구성되어 있다. 클라우디나는 광물화되어 있는 반면에 코노투부스는 잘해야 약하게 광물화되어 있으나 이 둘은 모두 "깔대기 안의 깔대기" 형태의 동일한 구성을 하고 있다.
클라우디나과는 넓은 지리적 분포를 가지고 있었으며 오늘날 화석이 발견되는 지역을 보면 이를 알 수 있다. 일부 지역에서는 매우 풍부하게 발견된다. 연질부로만 이루어진 에디아카라 생물군과는 동일한 층에서 발견된 적이 없으나 일부 층에서 클라우디나과 화석과 에디아카라 동물군의 화석이 번갈아가며 발견되는 것으로 보아 이들이 서로 다른 환경을 선호했다는 것을 알 수 있다. 클라우디나과 생물은 미생물이 풍부한 바닥에 파묻혀 살았을 것으로 보이며 진흙에 묻히는 것을 방지하기 위해 새로운 원뿔 모양의 껍질을 만들었을 것이다. 하지만 미생물층에 파묻혀 있는 표본은 발견된 적이 없어서 이들이 구체적으로 어떻게 생활했는가 하는 수수께끼는 아직 풀리지 않았다.
클라우디나과의 생물학적 분류는 쉽지 않다. 원래 이들은 다모류 환형동물로 생각되었으나 출아법을 통한 생식의 모습을 보여주는 것 같은 일부 표본에 기반하여 산호와 비슷한 자포동물로 간주되기도 했다. 현재 과학계의 의견은 다모류로 보는 의견과 현재로서는 특정 그룹으로 분류하기 힘들다는 의견으로 나뉘어 있다. 2020년에 네바다의 우드캐년층에서 발견된 황철석화된 표본의 연구를 통해 네프로조아로 분류할 수 있는 소화관이 존재한다는 것을 보이면서 좌우대칭동물로 해석하는 것이 맞다는 쪽의 증거를 보탰다.
클라우디나과는 두 가지 이유로 동물 진화의 역사에 중요하다. 클라우디나과는 생광물화된 골격을 가진 작은껍질화석들 중 가장 이른 시기의 것으로 가장 풍부한 축에 속한다. 따라서 이런 골격들이 애초에 왜 에디아카라기 말에 생겨났는지에 대한 논쟁을 할 때 빠지지 않는다. 이 의문에 대해 가장 널리 지지받는 답은 껍질이 포식자에 대항하는 방어라는 것이다. 중국에서 발견된 일부 클라우디나 표본에는 여러 차례 공격당한 흔적이 있는데 이는 해당 생물이 공격에 몇 차례는 살아남았음을 의미한다. 포식자가 만든 구멍은 클라우디나 표본의 크기에 대략 비례하며 클라우디나와 같은 지층에서 발견되는 시노투불리테스 화석에서는 아직까지 이런 구멍이 발견된 적이 없다. 이 두 가지를 고려해 보면 포식자가 선택적으로 클라우디나를 공격했다고 볼 수 있으며 이것이 의미하는 진화 군비 경쟁은 동물 다양성과 복잡성이 크게 증가하는 캄브리아기 폭발의 원인으로 자주 지목되곤 한다.

## 형태

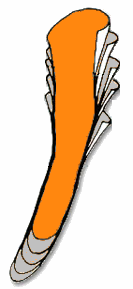
껍질 안에 생물의 "생활 공간"을 보여주는 클라우디나의 단면도.

클라우디나는 지름 0.3mm에서 6.5mm까지, 길이 8mm에서 150mm까지 다양한 크기를 보여준다. 클라우디나 화석은 꽃병처럼 생긴 방해석 성분의 튜브가 여러 개 겹쳐진 형태이며 이 튜브의 원래 광물성분은 알려지지 않았으나 고마그네슘 방해석이었던 것으로 추정된다. 각각의 원뿔모양 껍질은 그 아래에 상당한 크기의 빈 공간을 만들어내며 바로 밑에 있는 원뿔의 위에 겹쳐진다.  이렇게 되면 겉에서 보기에 이랑이 있는 형태가 만들어진다. 튜브의 전체적인 형태는 휘었거나 구불구불하며 간혹 가지가 만들어지기도 한다. 튜브의 벽 두께는 8에서 50마이크로미터 사이이며 보통 10~25μm 정도이다. 예전에는 이 튜브가 시험관처럼 바닥이 있다고 생각되었으나, 3차원적으로 세부적인 모습까지 복원한 것을 보면 튜브의 아래쪽은 열려 있었다는 것이 밝혀졌다. 튜브는 어느 정도 유연성을 가지고 있었던 것으로 보인다.

## 분류
원래 클라우디나는 초기 캄브리아기에서 발견되는 크리브리키아투스(Cribricyathea)강의 일원으로 1972년에 분류되었다. 글래스너(1976)는 이 분류를 받아들이면서 클라우디나가 다모류 환형동물 중에서도 석회관갯지렁이(serpulid)와 유사하다고 보았다. 하지만 한과 플루크(1985), 그리고 콘웨이 모리스 등(1990)는 점스와 글래스너가 제안한 유연관계에 대해 의심을 품었으며 클라우디나를 다른 어떤 생물과 가까운 관계라고 분류하는 대신 독립된 과(Family)인 클라우디나과로 분류하였다. 클라우디나 하트만아이(Cloudina hartmannae)는 출아법으로 번식하는 모습을 보이는데, 이를 통해 클라우디나가 무성생식을 했다는 것을 알 수 있다. 이를 근거로 그랜트(1990)는 클라우디나를 산호와 비슷한 자포동물로 분류하였다. 관의 바닥이 뚫려 있어서 단일한 공간이라기보다 여러 개의 방이 이어져 있는 구조를 만들기 때문에 클라우디나는 다모류 환형동물의 스템 그룹일 가능성이 높다. 즉 이들이 진화적으로 현생 다모류 환형동물의 "고모" 내지는 "사촌"격이라는 것이다. 이런 해석을 뒷받침하는 것이 포식자들이 클라우디나의 껍질에 만든 구멍의 분포이다. 그러나 많은 에디아카라기 생물들과 마찬가지로 클라우디나가 생명의 나무에서 어디에 위치하는지부터가 큰 논쟁거리이므로 동물계(kingdom)과 과(family) 사이에서 어떻게 분류할지를 논하는 것은 현명하지 못한 일일 수 있다.

## 생태
클라우디나는 보통 미생물이 만들어내는 스트로마톨라이트와 함께 얕은 바다였던 곳에서 발견된다. 클라우디나의 동위원소 조성를 보면 수온은 상대적으로 차가왔음을 알 수 있다. 클라우디나는 또 일반적인 해저 퇴적물에서도 발견되므로 서식지가 미생물로 이루어진 마운드에 국한되지 않는다는 것을 알 수 있다. 반면에 클라우디나는 연질부로만 이루어진 에디아카라 생물군과는 동일한 층준에서 발견된 적이 없는데, 에디아카라 생물군과 클라우디나가 번갈아가며 발견되는 지층은 존재한다. 이것으로 두 종류의 유기체들이 서로 다른 환경을 선호했다는 것을 알 수 있다.
다수의 클라우디나 표본에서 원뿔모양 껍질이 겹쳐지면서 만들어진 띠 모양의 이랑은 그 폭이 균일하지 않은데 이를 통해 클라우디나의 성장속도가 균일하지 않았다는 것을 알 수 있다. 아돌프 자일아허는 클라우디나가 미생물 매트에 붙어있었으며 클라우디나는 퇴적물이 쌓임에 따라 바닥에 묻히지 않기 위해 퇴적 속도에 맞게 성장했을 것이라고 주장했다. 관에 접힌 것처럼 보이는 부분이 생기는 것은 미생물 매트가 기울어져 있을 때 생기는 것으로 쉽게 설명할 수 있다. 클라우디나는 크기가 작기 때문에 원래 살던 "그 자리에서(in situ)" 발견될 가능성이 높은데, 자일아허의 주장에 따르면 클라우디나가 살아있던 당시에 그 주위에 쌓인 퇴적물인 미생물 매트 내부에서 발견될 가능성이 높다고 한다. 하지만 오늘날까지 발견된 많은 클라우디나 표본들이 원래 살던 자리에서 쓸려나와 다른 곳에서 발견되었다. 자일아허의 가설을 반박하는 주장 중 하나로는 클라우디나의 벽에 포식자가 뚫은 구멍이 클라우디나의 위쪽 끝에서 집중되어 있지 않다는 것이 있다. 만일 클라우디나가 주로 미생물 매트에 묻힌 채로 살았다면 이런 구멍은 클라우디나의 위쪽 끝에 몰려있었을 것이다. 또 다른 가설로는 클라우디나가 해초에 붙어서 생활했다는 것인데, 의심의 여지 없이 "그 자리에서" 화석화된 표본이 발견되기 전까지는 클라우디나의 생활상에 대한 논쟁은 계속될 것이다.
클라우디나의 튜브는 종종 군집을 이루는 것으로 보이는데, 어떤 경우에는 따로 고립되어 발견되기도 한다. 한 종으로만 이루어진 대규모 군집이 자주 발견되는 것은 클라우디나를 잡아먹고 사는 생물이 많지 않았기 때문이라는 주장이 있다. 반면, 어떤 지역에서는 클라우디나 화석의 최대 20% 정도에서 포식자가 뚫어놓은 지름 15~400μm 내외의 구멍이 발견된다. 이 구멍은 관 전체의 길이에 비추어 볼 때 고르게 분포해 있으며 어떤 관에는 여러 개의 구멍이 발견되기도 한다. 포식자가 빈 튜브를 공격하지는 않았을 것이기 때문에 클라우디나가 포식자의 공격을 견디고 살아남을 수 있었다는 이야기가 된다. 이것은 또 클라우디나가 관 내부에서 포식자의 공격에 대응해 위치를 옮길 수 있었거나, 관 길이 전체를 차지하고 있더라도 한쪽 측면에서 들어오는 포식자의 공격을 피할 수 있었다는 것을 의미한다. 관 전체의 길이에 비추어 포식자가 만든 구멍이 고르게 분포해 있었다는 것은 클라우디나가 바닥, 즉 미생물 매트에 파묻힌 채로 생활했을 것이라는 생각과 잘 들어맞지 않는 것인데, 클라우디나가 해초나 초(reef) 환경에 살았을 것이라는 밀러의 주장을 뒷받침해주는 것이기도 하다.
나미비아의 나마 층군에서 발견된 화석을 보면 클라우디나는 초(reef)를 만드는 최초의 동물들 중 하나였던 것으로 보이는데, 머신러닝을 이용한 3D 토모그래피 연구를 통해 '초를 만드는 '화석들이 실제로는 단순히 독립생활을 하는 개체들이 모여있던 것이 지나지 않는다는 것이 밝혀졌다.

## 화석 산출지
클라우디나는 스트로마톨라이트 초(reef)에서 탄산칼슘이 풍부한 지역에서 발견된다. 함께 발견되는 화석으로는 나마칼라투스와 나마포이키아가 있는데 나마칼라투스는 클라우디나와 마찬가지로 약간의 골격을 가지고 있으며 독립생활을 했고, 나마포이키아는 단단한 골격을 가지고 있으며 열린 공간의 바닥에 붙어 생활한다.
클라우디나는 나미비아의 나마층군에서 처음 발견되었으며 오만, 중국의 뎅잉층, 캐나다, 우루과이, 아르헨티나, 남극, 브라질, 네바다, 중앙 스페인, 북서 멕시코와 캘리포니아, 그리고 서부와 남부 시베리아에서 발견되었다. 시베리아에서 클라우디나 화석은 선캄브리아기 말-캄브리아기 초의 아나바리테스 작은껍질화석과 관 모양의 골격화석인 플라티솔레니테스, 그리고 스피로솔레니테스 등과 함께 발견되었다.

## 고생물학적 중요성
클라우디나가 최초로 발견된 작은껍질화석은 아니지만, 작은껍질화석들 중 가장 초기의 것이면서 가장 풍부한 종류이기도 하다. 에디아카라기 후기에 있었던 겉껍질의 진화는 포식자에 대항하기 위한 방편이었다고 생각되며 진화 군비 경쟁의 시작을 알리는 것이다. 포식자가 뚫은 구멍의 흔적이 클라우디나 표본에서 흔히 보이는 반면에 유사한 껍질화석이면서 때로 같은 층에서 발견되는 시노투불리테스에서는 이러한 구멍을 찾아볼 수 없다. 클라우디나에서 발견되는 구멍이 클라우디나 표본의 크기에 비례하는 것을 보면 포식자가 먹이를 선택할 때 크기를 보고 골랐다는 것을 알 수 있다. 포식자가 먹잇감을 선택적으로 공격했다는 것을 고려하면 포식에 대한 반응으로 종분화가 일어났으리라 추측할 수 있으며 이것은 캄브리아기 초기에 동물이 빠른 속도로 다양해진 사건의 잠재적 원인으로 꼽히기도 한다.

## 같이 보기
- 코룸벨라
- 사아리나
- 시노투불리테스
- 소마토헬릭스